# Nicolas Jeanjean
Pour les articles homonymes, voir Jeanjean.
Pas d'image ? Cliquez ici

a Compétitions nationales et continentales officielles uniquement.

b Matchs officiels uniquement.
Dernière mise à jour le 15 septembre 2012.
Nicolas Jeanjean, né le 13 mai 1981 à Montpellier (Hérault), est un joueur de rugby à XV international français ayant évolué au poste d'arrière au sein de l'effectif du Stade toulousain, du Stade français et du CA Brive Corrèze, entre 2001 et 2012. Il a porté à neuf reprises le maillot de l'équipe de France entre 2001 et 2002.

## Biographie

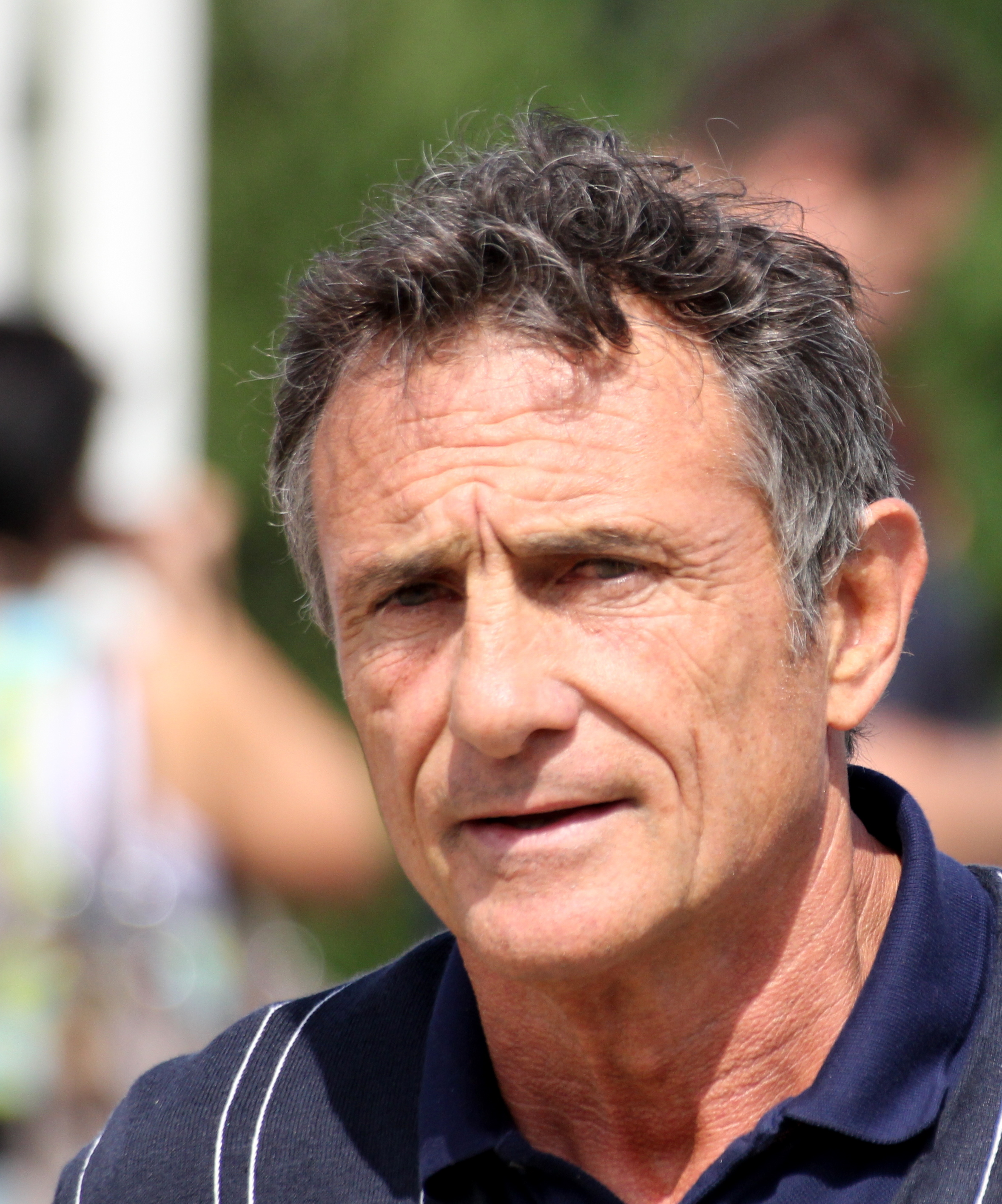
Guy Novès, ici en 2011, est l'entraîneur de Nicolas Jeanjean de 2001 à 2006.

Formé à l'école de rugby du Montpellier HR, il intègre le centre de formation du Stade toulousain à l'âge de 17 ans. À la fin de la saison 2006, il s'engage avec le Stade français et y évoluera pendant 3 saisons.
En juin 2009, il participe à la tournée des Barbarians français en Argentine pour affronter le Rosario Invitación XV puis les Pumas,. Les Baa-Baas l'emportent 54 à 30 contre Rosario puis s'inclinent 32 à 18 contre l'Argentine à Buenos Aires.
Après un essai infructueux avec Leicester, champion d'Angleterre en titre et dernier finaliste de la H-Cup, Nicolas Jeanjean s'engage avec le CA Brive Corrèze comme joker médical.
En 2012, il quitte le CA Brive mais se retrouve au chômage ne retrouvant pas d'autre club. Il souhaite intégrer l'équipe de France de rugby à 7 et s'entraîne avec ces joueurs, mais le budget limité de l'équipe ne lui permet pas d'être recruté.
Il est titulaire d'un certificat de préparation physique. Après sa carrière de joueur, il a ouvert une salle de sport avec Olivier Maurelli, ancien international français de handball, Romain Barras, ancien champion d'Europe du décathlon.
En octobre 2015, il devient consultant sur BeIn Sports lors des week-ends de Coupe d'Europe et de Challenge européen. Tout d'abord, pendant 3 ans, il se retrouve au commentaire de certains matchs de Challenge européen. À partir d'octobre 2018, alors que la chaîne vient de renouveler les droits des matchs européens, il intervient en analysant les matchs diffusés aux côtés du journaliste Vincent Pochulu depuis les studios de BeIn Sports à Boulogne-Billancourt.
En 2018, il intègre le staff de l'équipe de France de rugby à XV en tant que préparateur physique. Il est conservé dans le nouvel encadrement mis en place en 2020 autour de Fabien Galthié. Ce dernier était son entraîneur au Stade français de 2006 à 2008. Il travaille sous la direction de Thibault Giroud, nommé directeur de la performance. Après la Coupe du monde 2023, Giroud quitte son poste qui est attribué à Jeanjean.

## Carrière

### En club
- Jusqu'en 1998 : Montpellier Hérault rugby
- 1998-2006 : Stade toulousain
- 2006-2009 : Stade français Paris
- 2009-2012 : CA Brive Corrèze

### En équipe nationale
Il a honoré sa première cape internationale en équipe de France le 16 juin 2001 contre l'équipe d'Afrique du Sud.
Titulaire au poste d'arrière lors du premier match, remplacé sur blessure par Xavier Garbajosa, il remporte le grand chelem en 2002.

## Statistiques

### Tournoi des Six Nations
| Édition          | Rang | Résultats France | Résultats Jeanjean | Matchs Jeanjean |
| ---------------- | ---- | ---------------- | ------------------ | --------------- |
| Six Nations 2002 | 1    | 5 v, 0 n, 0 d    | 1 v, 0 n, 0 d      | 1/5             |

Légende : v = victoire ; n = match nul ; d = défaite ; la ligne est en gras quand il y a Grand Chelem.

## Palmarès

### En club
- Championnat de France de première division :
  - Champion (2) : 2001 et 2007
- Coupe d'Europe :
  - Vainqueur (2) : 2003 et 2005

### En équipe nationale
- 9 sélections en équipe de France en 2001 et 2002
- 2 essais (10 points)
- Sélections par année : 6 en 2001, 3 en 2002
- Tournoi des Six Nations disputé : 2002
- Grand chelem : 2002
- Équipe de France -19 ans : champion du monde 2000 en France